# 漯河西站
漯河西站为京广高速铁路的一座中间站，也是建设中的平漯周高速铁路与规划中的郑信城际铁路的中间站，于2012年9月28日投入使用。

## 简介

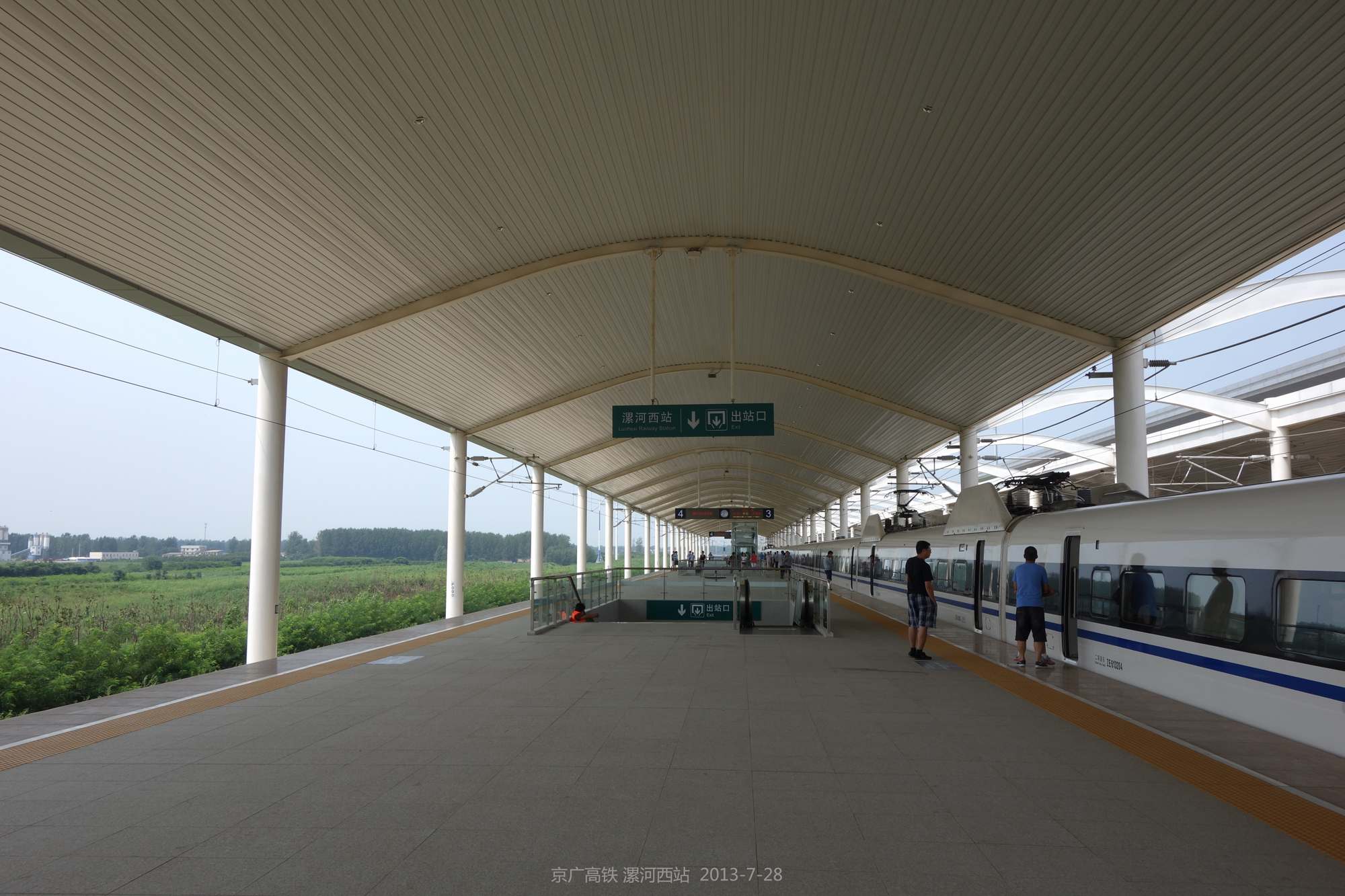
站台

西站总建筑面积1.6万平米，站房主体一层、局部三层，内设4个站台。其中候车厅5530平米，分一等区、二等区和贵宾区，可容纳1000人；售票厅1200多平米，设公安办证窗口、自动售票机。支持人脸识别进站、乘车。
西站广场面积9万平米。广场南侧为公众停车场、出租车停靠点，西侧预留平漯周高速铁路与郑信城际铁路的站场空间，北侧规划有长途客运总站。
预计高铁运营后，西站日发送旅客在一千人左右。

## 站场布局
| 西↑  |      |                                      |  |
| 16道 | 12   | 郑信城际往郑州方向（临颍）           |  |
|      | 岛式 |                                      |  |
| 14道 | 11   | 郑信城际往郑州方向（临颍）           |  |
| 13道 | 10   | 郑信城际往信阳方向（西平县西）       |  |
|      | 岛式 |                                      |  |
| 15道 | 9    | 郑信城际往信阳方向（西平县西）       |  |
| 12道 | 8    | 平漯周高铁往周口东方向（周口西）     |  |
|      | 岛式 |                                      |  |
| 10道 | 7    | 平漯周高铁往周口东方向（周口西）     |  |
| 8道  |      | 平漯周高铁上行正线（往周口东方向）   |  |
| 7道  |      | 平漯周高铁下行正线（往平顶山西方向） |  |
| 9道  | 6    | 平漯周高铁往平顶山西方向（舞阳北）   |  |
|      | 岛式 |                                      |  |
| 11道 | 5    | 平漯周高铁往平顶山西方向（舞阳北）   |  |
| 6道  | 4    | 京广高速铁路往北京西方向（许昌东）   |  |
|      | 岛式 |                                      |  |
| 4道  | 3    | 京广高速铁路往北京西方向（许昌东）   |  |
| 2道  |      | 京广高速铁路上行正线（往北京西方向） |  |
| 1道  |      | 京广高速铁路下行正线（往广州南方向） |  |
| 3道  | 2    | 京广高速铁路往广州南方向（驻马店西） |  |
|      | 岛式 |                                      |  |
| 5道  | 1    | 京广高速铁路往广州南方向（驻马店西） |  |
| 东↓  |      |                                      |  |

## 存在问题
由于早期修建漯河西站时没有考虑其他线路接入条件，导致后期规划建设的平漯周高速铁路在漯河西站引入京广高速铁路存在严重困难，难以实现跨线列车开行。改建方案工程投资高，车站改建方案严重影响京广高铁运营、工程实施难度大，并且由于时间发展京广高铁武汉及远区段通过能力趋于饱和，故后期漯河西站改扩建工程放弃了环评批复报告中设立杨庄线路所的方案，改为远期预留平漯周高速铁路与郑信城际东南联络线，并获国铁集团和河南省政府联合批复。

## 事故
- 2017年3月18日，漯河西站的站名LED灯短路失火[來源請求]。